# Adriana Serra Zanetti
Pour les articles homonymes, voir Zanetti et Serra Zanetti.
Ne pas confondre avec Antonella Serra Zanetti, sa sœur cadette également joueuse de tennis.
Adriana Serra Zanetti (née le 5 mars 1976 à Modène) est une joueuse de tennis italienne, professionnelle de 1992 à 2006.

## Biographie
Adriana Serra Zanetti a atteint le 38e rang mondial en simple le 11 février 2002 et le 69e en double le 17 juin 2002.
En 2002, alors classée 83e, elle a joué les quarts de finale à l'Open d'Australie (battue par Martina Hingis), sa meilleure performance en simple dans une épreuve du Grand Chelem.
Elle a gagné 3 tournois WTA en double au cours de sa carrière.
Sa sœur cadette, Antonella, a aussi évolué sur le circuit.
Elle a fait partie de l'équipe italienne de Fed Cup en 1995, 1999 et en 2001-2002.

## Palmarès

### Titres en double dames
| No | Date       | Nom et lieu du tournoi           | Catégorie | Dotation  | Surface         | Partenaire         | Finalistes                                 | Score         |          |
| -- | ---------- | -------------------------------- | --------- | --------- | --------------- | ------------------ | ------------------------------------------ | ------------- | -------- |
| 1  | 17/09/2001 | Challenge Bell Québec            | Tier III  | 170 000 $ | Moquette (int.) | Samantha Reeves    | Klára Koukalová Alena Vašková              | 7-5, 4-6, 6-3 | Parcours |
| 2  | 07/07/2003 | Internazionali Femminili Palerme | Tier V    | 110 000 $ | Terre (ext.)    | Emily Stellato     | María José Martínez Arantxa Parra Santonja | 6-4, 6-2      | Parcours |
| 3  | 11/10/2004 | Tashkent Open Tachkent           | Tier IV   | 140 000 $ | Dur (ext.)      | Ant. Serra Zanetti | Marion Bartoli Mara Santangelo             | 1-6, 6-3, 6-4 | Parcours |

### Finale en double dames
| No | Date       | Nom et lieu du tournoi            | Catégorie | Dotation  | Surface    | Vainqueures                        | Partenaire      | Score    |          |
| -- | ---------- | --------------------------------- | --------- | --------- | ---------- | ---------------------------------- | --------------- | -------- | -------- |
| 1  | 07/01/2002 | Canberra Women’s Classic Canberra | Tier V    | 110 000 $ | Dur (ext.) | Nannie De Villiers Irina Selyutina | Samantha Reeves | 6-2, 6-3 | Parcours |

## Parcours en Grand Chelem

### En simple dames
| Année | Open d'Australie | Open d'Australie   | Internationaux de France | Internationaux de France | Wimbledon       | Wimbledon         | US Open         | US Open           |
| ----- | ---------------- | ------------------ | ------------------------ | ------------------------ | --------------- | ----------------- | --------------- | ----------------- |
| 1994  | -                | -                  | -                        | -                        | -               | -                 | 1er tour (1/64) | Linda Wild        |
| 1995  | -                | -                  | 4e tour (1/8)            | Conchita Martínez        | -               | -                 | 1er tour (1/64) | Gabriela Sabatini |
| 1996  | 1er tour (1/64)  | Kristie Boogert    | 2e tour (1/32)           | Natasha Zvereva          | 1er tour (1/64) | Arantxa Sánchez   | 1er tour (1/64) | Lindsay Davenport |
| 1999  | 2e tour (1/32)   | Sabine Appelmans   | 2e tour (1/32)           | Åsa Svensson             | 1er tour (1/64) | Silvia Farina     | -               | -                 |
| 2001  | -                | -                  | 1er tour (1/64)          | Amy Frazier              | 2e tour (1/32)  | Iroda Tulyaganova | 1er tour (1/64) | Jelena Dokić      |
| 2002  | 1/4 de finale    | Martina Hingis     | 2e tour (1/32)           | Daniela Hantuchová       | 1er tour (1/64) | Elena Bovina      | 1er tour (1/64) | Iroda Tulyaganova |
| 2003  | 2e tour (1/32)   | Daniela Hantuchová | -                        | -                        | -               | -                 | 1er tour (1/64) | Denisa Chládková  |
| 2004  | 1er tour (1/64)  | Daniela Hantuchová | -                        | -                        | -               | -                 | -               | -                 |

À droite du résultat, l’ultime adversaire.

### En double dames
| Année | Open d'Australie            | Open d'Australie        | Internationaux de France           | Internationaux de France    | Wimbledon                          | Wimbledon                | US Open                            | US Open                   |
| ----- | --------------------------- | ----------------------- | ---------------------------------- | --------------------------- | ---------------------------------- | ------------------------ | ---------------------------------- | ------------------------- |
| 1998  | -                           | -                       | -                                  | -                           | 1er tour (1/32) T. Garbin          | Janet Lee Wang Shi-Ting  | -                                  | -                         |
| 2002  | 1er tour (1/32) S. Reeves   | M. Salerni P. Tarabini  | 1er tour (1/32) Ant. Serra Zanetti | Maja Matevžič Dragana Zarić | 1er tour (1/32) Ant. Serra Zanetti | Navrátilová N. Zvereva   | 1er tour (1/32) Ant. Serra Zanetti | E. Dementieva J. Husárová |
| 2003  | 1er tour (1/32) F. Pennetta | Alice Canepa M. Sequera | -                                  | -                           | 1er tour (1/32) F. Schiavone       | Janet Lee W. Prakusya    | -                                  | -                         |
| 2004  | 3e tour (1/8) S. Reeves     | Yan Zi Zheng Jie        | 2e tour (1/16) Ant. Serra Zanetti  | B. Schett P. Schnyder       | 1er tour (1/32) Ant. Serra Zanetti | M. Casanova Nicole Pratt | 1er tour (1/32) Ant. Serra Zanetti | B. Schett P. Schnyder     |

Sous le résultat, la partenaire ; à droite, l’ultime équipe adverse.

### En double mixte
| Année | Open d'Australie | Open d'Australie | Internationaux de France | Internationaux de France | Wimbledon                    | Wimbledon                 | US Open | US Open |
| 2002  | -                | -                | -                        | -                        | 1er tour (1/32) Mariano Hood | Els Callens Robbie Koenig | -       | -       |

Sous le résultat, le partenaire ; à droite, l’ultime équipe adverse.

## Parcours aux Jeux olympiques

### En simple dames
| # | Date       | Nom de l'olympiade      | Surface    | Résultat        | Ultime adversaire | Score     |          |
| - | ---------- | ----------------------- | ---------- | --------------- | ----------------- | --------- | -------- |
| 1 | 23/07/1996 | Summer Olympics Atlanta | Dur (ext.) | 1er tour (1/32) | Wang Shi-Ting     | 7-5, 7-65 | Parcours |

## Parcours en Fed Cup
| #                                                                  | Date       | Lieu               | Surface         | Gagnante(s)                     | Perdante(s)                      | Score     |          |
|                                                                    |            |                    |                 |                                 |                                  |           |          |
| 1995 - 1/4 de finale (groupe mondial II) - Italie - Canada - 2 : 3 |            |                    |                 |                                 |                                  |           |          |
| 1                                                                  | 22/04/1995 | Ancona             | Terre (ext.)    | Laura Golarsa A. Serra Zanetti  | Jill Hetherington Rene Simpson   | 7-65, 6-2 | Parcours |
|                                                                    |            |                    |                 |                                 |                                  |           |          |
| 1995 - Barrage (groupe mondial II) - Italie - Indonésie - 2 : 3    |            |                    |                 |                                 |                                  |           |          |
| 2                                                                  | 22/07/1995 | Salerne            | Terre (ext.)    | Yayuk Basuki                    | A. Serra Zanetti                 | 7-62, 7-5 | Parcours |
| 2                                                                  | 22/07/1995 | Salerne            | Terre (ext.)    | A. Serra Zanetti                | Romana Tedjakusuma               | 7-64, 6-3 | Parcours |
| 2                                                                  | 22/07/1995 | Salerne            | Terre (ext.)    | Yayuk Basuki Romana Tedjakusuma | Silvia Farina A. Serra Zanetti   | 7-64, 6-1 | Parcours |
|                                                                    |            |                    |                 |                                 |                                  |           |          |
| 1999 - 1/4 de finale (groupe mondial) - Italie - Espagne - 3 : 2   |            |                    |                 |                                 |                                  |           |          |
| 3                                                                  | 17/04/1999 | Reggio de Calabre  | Moquette (int.) | Gala León García M. A. Sánchez  | Tathiana Garbin A. Serra Zanetti | 7-5, 6-0  | Parcours |
|                                                                    |            |                    |                 |                                 |                                  |           |          |
| 1999 - 1/2 finale (groupe mondial) - Italie - États-Unis - 1 : 4   |            |                    |                 |                                 |                                  |           |          |
| 4                                                                  | 24/07/1999 | Ancona             | Terre (ext.)    | Serena Williams Venus Williams  | Tathiana Garbin A. Serra Zanetti | 6-2, 6-2  | Parcours |
|                                                                    |            |                    |                 |                                 |                                  |           |          |
| 2001 - 1er tour (groupe mondial) - Italie - Croatie - 4 : 1        |            |                    |                 |                                 |                                  |           |          |
| 5                                                                  | 28/04/2001 | Bassano del Grappa | Moquette (int.) | A. Serra Zanetti                | Silvija Talaja                   | 6-1, 6-1  | Parcours |
| 5                                                                  | 28/04/2001 | Bassano del Grappa | Moquette (int.) | A. Serra Zanetti                | Jelena Kostanić                  | 6-1, 7-65 | Parcours |
|                                                                    |            |                    |                 |                                 |                                  |           |          |
| 2001 - 1/4 de finale (groupe mondial) - France - Italie - 4 : 1    |            |                    |                 |                                 |                                  |           |          |
| 6                                                                  | 21/07/2001 | Vittel             | Dur (ext.)      | Sandrine Testud                 | A. Serra Zanetti                 | 6-4, 7-5  | Parcours |
| 6                                                                  | 21/07/2001 | Vittel             | Dur (ext.)      | Amélie Mauresmo                 | A. Serra Zanetti                 | 6-2, 6-0  | Parcours |
|                                                                    |            |                    |                 |                                 |                                  |           |          |
| 2002 - 1er tour (groupe mondial) - Italie - Suède - 5 : 0          |            |                    |                 |                                 |                                  |           |          |
| 7                                                                  | 27/04/2002 | Milan              | Terre (ext.)    | A. Serra Zanetti                | Sofia Arvidsson                  | 6-1, 6-1  | Parcours |
| 7                                                                  | 27/04/2002 | Milan              | Terre (ext.)    | A. Serra Zanetti                | Åsa Svensson                     | 6-3, 7-65 | Parcours |
|                                                                    |            |                    |                 |                                 |                                  |           |          |
| 2002 - 1/4 de finale (groupe mondial) - Italie - Belgique - 4 : 1  |            |                    |                 |                                 |                                  |           |          |
| 8                                                                  | 20/07/2002 | Bologne            | Terre (ext.)    | A. Serra Zanetti Roberta Vinci  | Elke Clijsters Laurence Courtois | 7-5, 6-4  | Parcours |

## Classements WTA en fin de saison

### En simple
| Année | 1990 | 1991 | 1992 | 1993 | 1994 | 1995 | 1996 | 1997 | 1998 | 1999 | 2000 | 2001 | 2002 | 2003 | 2004 | 2005 | 2006 |
| Rang  | 702  | 528  | 349  | 209  | 106  | 71   | 168  | 226  | 129  | 113  | 252  | 83   | 60   | 104  | 254  | 257  | 708  |

Source : (en) « Classements de Adriana Serra Zanetti », sur le site officiel du WTA Tour

### En double
| Année | 1992 | 1993 | 1994 | 1995 | 1996 | 1997 | 1998 | 1999 | 2000 | 2001 | 2002 | 2003 | 2004 | 2005 | 2006 |
| Rang  | 401  | 351  | -    | -    | 206  | 329  | 198  | 310  | 271  | 162  | 90   | 127  | 70   | 255  | 302  |

Source : (en) « Classements de Adriana Serra Zanetti », sur le site officiel du WTA Tour